# Pascual Contursi
Pascual Contursi, född 18 november 1888 i Chivilcoy Argentina, död 29 maj 1932 i Buenos Aires Argentina, var en argentinsk poet, sångtextförfattare och dramatiker.